# U.S. Bank Center (Milwaukee)
US Bank Center é um arranha-céu localizado no centro de Milwaukee, no Wisconsin, conhecido por ser o edifício mais alto do estado de Wisconsin e o edifício mais alto entre Chicago e Minneapolis. De 182 metros de altura e 42 andares de altura, o edifício tem uma área útil de 100.113 m² e ultrapassou a Prefeitura de Milwaukee como o edifício mais alto da cidade e do estado. Com sua construção iníciada em 29 de agosto de 1972 e concluída em 1973, foi a sede do que se tornou a Firstar Corporation de 1973 a 2001. O prédio foi projetado pelo arquiteto colombiano-peruano Bruce Graham com James DeStefano da Skidmore, Owings & Merrill, e projetado pelo engenheiro estrutural americano de Bangladesh Fazlur Rahman Khan. Desde 2017, o prédio abriga a sede da Foley & Lardner, Robert W. Baird & Company, Sensient Technologies Corporation e é o escritório de Milwaukee do U.S. Bank, IBM e CBRE.

## História

### US Bank Center
Em outubro de 2000, a Firstar Corporation anunciou sua compra do US Bancorp e declarou que a nova empresa adotaria o apelido de US Bank. A fusão Firstar-US Bancorp foi aprovada em fevereiro de 2001 e, em 3 de maio de 2002, o Firstar Center tornou-se o US Bank Center quando o rebranding foi concluído em Wisconsin. Em abril de 2008, um painel na garagem adjacente do Centro caiu e esmagou um carro. Como resultado desse incidente, os proprietários do prédio decidiram demolir a garagem construída em 1973 e substituí-la por uma garagem de concreto pré-moldado de seis andares.  A garagem com 1.000 vagas foi inaugurada em junho de 2010.
As janelas do US Bank Center às vezes são usadas para exibir mensagens iluminadas durante eventos significativos em Milwaukee. Em 2003, as letras "HD", de Harley Davidson, foram exibidas durante o HarleyFest para significar seu 100º aniversário. Em 2005, as letras "UWM", para University of Wisconsin–Milwaukee, foram exibidas durante a corrida Sweet Sixteen da equipe masculina de basquete Milwaukee Panthers no Torneio Masculino da Divisão I de Basquete de 2005 da NCAA. As treliças visíveis no topo do prédio perto do letreiro do US Bank também são às vezes iluminadas em cores pertinentes para indicar eventos como feriados. Na semana que antecedeu o NFC Championship Game 2007-08 , eles foram iluminados em verde e amarelo em homenagem aos Green Bay Packers. Isso foi feito novamente durante a semana que antecedeu a aparição do Packers contra o Chicago Bears no NFC Championship Game 2010 em 16 de janeiro de 2011 em Chicago, Illinois.

## Arquitetura

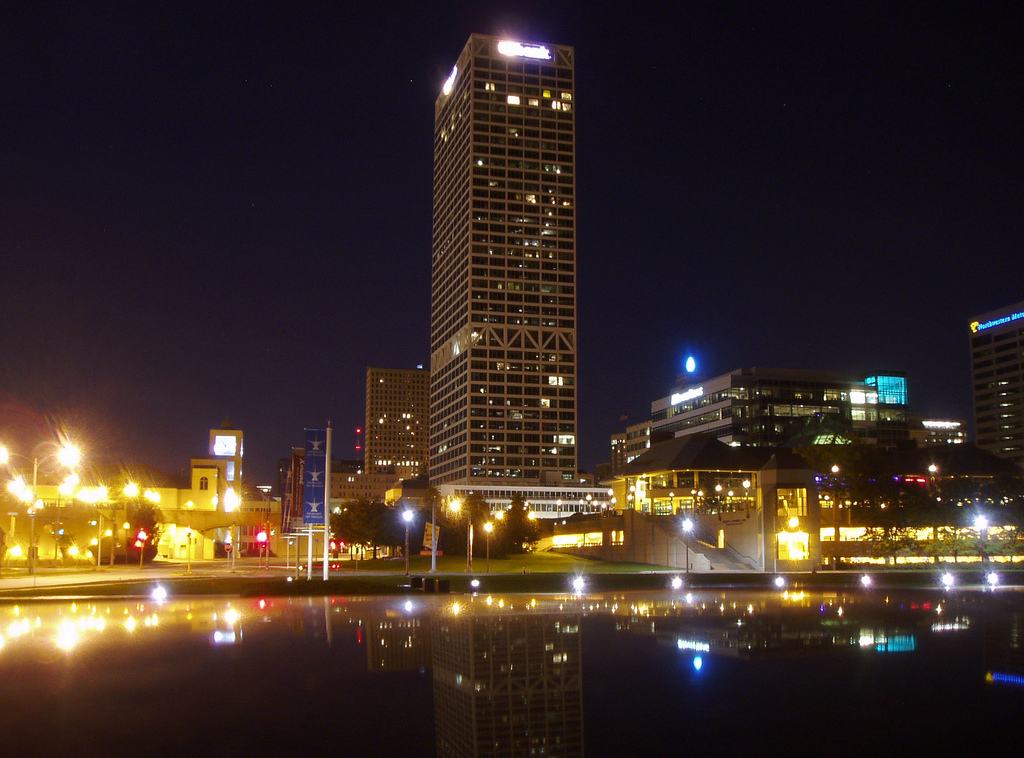
US Bank Center à noite (2005)

Localizado na East Wisconsin Avenue em Downtown, Milwaukee, Wisconsin, o US Bank Center compreende uma torre de escritórios de 42 andares de 183 metros    projetada por Bruce Graham e James DeStefano do escritório de Chicago, Skidmore, Owings & Merrill. O US Bank Center cobre um quarteirão inteiro, entre as ruas North Cass e Van Buren, a East Michigan Street e a East Wisconsin Avenue.  A torre apresenta estrutura de aço revestida com alumínio branco e fachada de vidro.
Estruturalmente, o US Bank Center usa um sistema de treliça projetado por Graham e Fazlur Rahman Khan . Usando elementos semelhantes aos usados em uma das obras anteriores de Khan (a BHP House, desde que renomeada 140 William Street, em Melbourne, Austrália), as três treliças diagonais proporcionam um contraste dramático com a fachada vertical, atendendo a propósitos estruturais e estéticos .
O exterior do US Bank Center permaneceu inalterado desde sua conclusão em 1973, até a fusão de 1999 com a Mercantile Bancorporation. Naquela época, a Firstar anunciou que as placas seriam colocadas no topo do prédio. Os críticos argumentaram que os sinais de publicidade verdes em todos os quatro lados do andar superior do prédio, no lugar dos elementos de alumínio originais que foram posteriormente reciclados, perturbaram a aparência das barras diagonais características do prédio.  Em 2002, os sinais foram substituídos por outros brancos opacos para refletir a fusão com o US Bancorp. Em 2013, eles foram substituídos por sinais LED azuis que economizam energia.

## Área de observação
O prédio foi construído com um mirante no 41º andar. Os visitantes foram inicialmente autorizados a visitá-lo, e foi o local por vários anos do evento da véspera de Ano Novo "Firstar Eve", embora tenha sido fechado para todos os efeitos em 1991 porque a empresa Foley & Lardner não queria membros do público andando por seus escritórios. Em 2011, o deck de observação foi novamente aberto ao público durante o primeiro evento Doors Open Milwaukee, e permaneceu aberto nos anos subsequentes.